# Jan Šavteli
Svatý Jan Šavteli († 13. století) byl gruzínský pravoslavný duchovní, básník a biskup gaenatský.

## Život
Pravděpodobně pocházel z regionu Šavšeti.
Studoval na Gelatské akademii. Stal se mnichem v monastýru Vardzia. Zde vedl přísný asketický život. Zde složil např. báseň Služebník Kristův. Později se stal biskupem.
Když gruzínská armáda zamířila pod vedením krále Davida Soslana do bitvy o Basiani, královna Tamara vyrazila s nejvyššími hierarchy modlit se do monastýru Odzrche. Mezi těmi, kdo královnu doprovázeli, byl také Jan. Během liturgie jurodiví Eulogius Jurodiví padl na zem a chválil Boha. Jan toto považoval za znamení vítězství. Na počest vítězství v bitvě složil Píseň Vardzijské Bohorodice.
Zemřel na počátku 13. století.
Jeho svátek se připomíná 1. dubna a 9. června.